# Кузьмин-Короваев, Валериан Львович
Валериан Львович Кузьмин-Короваев 1-й (29 октября 1866 — март 1906) — офицер Российского императорского флота, участник Русско-японской войны, командир миноносцев «Сердитый», «Стройный», «Сильный».

## Служба
После окончания обучения зачислен на Балтийский флот. 28 марта 1883 года произведён в лейтенанты флота.
В 1889 году зачислен в команду бронепалубного крейсера I ранга «Адмирал Корнилов». В 1889—1891 годах совершил на нём плавание на Дальний Восток России.
В 1895 году переведён в Квантунский флотский экипаж. В 1895—1897 года служил в штабе начальника Эскадры Тихого океана. В 1897—1898 годах вновь служил на крейсере «Адмирал Корнилов». Произведён в чин капитан-лейтенанта.
Далее, с 8 сентября 1903 года командовал миноносцем «Сердитый» из 2-го отряда эскадренных миноносцев эскадры с базированием на Порт-Артур. 12 января 1904 года назначен старшим офицером на канонерскую лодку «Кореец» (приказ по Морскому ведомству от 12.01.1904), но в должность не вступал так как фактически оставался в Порт-Артуре в должности командира «Сердитого» до 16 февраля, пока не передал миноносец капитану 2-го ранга Е. В. Клюпфелю. В этот же день назначен командовать миноносцем «Стройный». Одновременно с этим, временно исполнял должность командира 2-го отряда эскадренных миноносцев с 10 по 12 июня и с 4 по 8 июля. 11 октября награждён орденом Святого Станислава II степени с мечами «за сторожевую службу и оборону Порт-Артура». 31 октября получил лёгкие ранения при подрыве «Стройного» на внешнем рейде Порт-Артура у батареи № 9 на японской мине заграждения. Миноносец затонул.
1 ноября 1904 года назначен командовать миноносцем «Сильный» и заведовать всеми повреждёнными миноносками. 6 декабря 1904 года произведён в капитаны 2-го ранга. В ночь на 20 декабря, перед сдачей крепости, миноносец был подорван по приказу командования. 30 декабря В. Л. Кузьмин-Короваев с четырьмя матросами прорвался из Порт-Артура в Чифу на парусном железном боте под командованием капитана 2-го ранга Елисеева и доставил срочные донесения командованию и почту. 1 января 1905 года официально отчислен от должности.
В начале марта 1906 года покончил жизнь самоубийством.